# Komo (peuple de la république démocratique du Congo)
Pour les articles homonymes, voir Komo.
Ne doit pas être confondu avec Komo (peuple du Soudan du Sud et d'Éthiopie) ou Bakumu sont les premières habitants de la Ville de Goma originaire de Kisangani.
Les Komo sont une population de langue bantoue d'Afrique centrale vivant au nord-est de la République démocratique du Congo.

## Ethnonymie
Selon les sources et le contexte, on observe plusieurs formes : Babira, Bakomo, Bakumbu, Bakumu, Komos, Kumo, Kumu, Kuumu, Wakumu .

## Langue
Leur langue est le komo (ou kikomo), une langue bantoue dont le nombre de locuteurs était estimé à 400 000 en République démocratique du Congo en 1998.

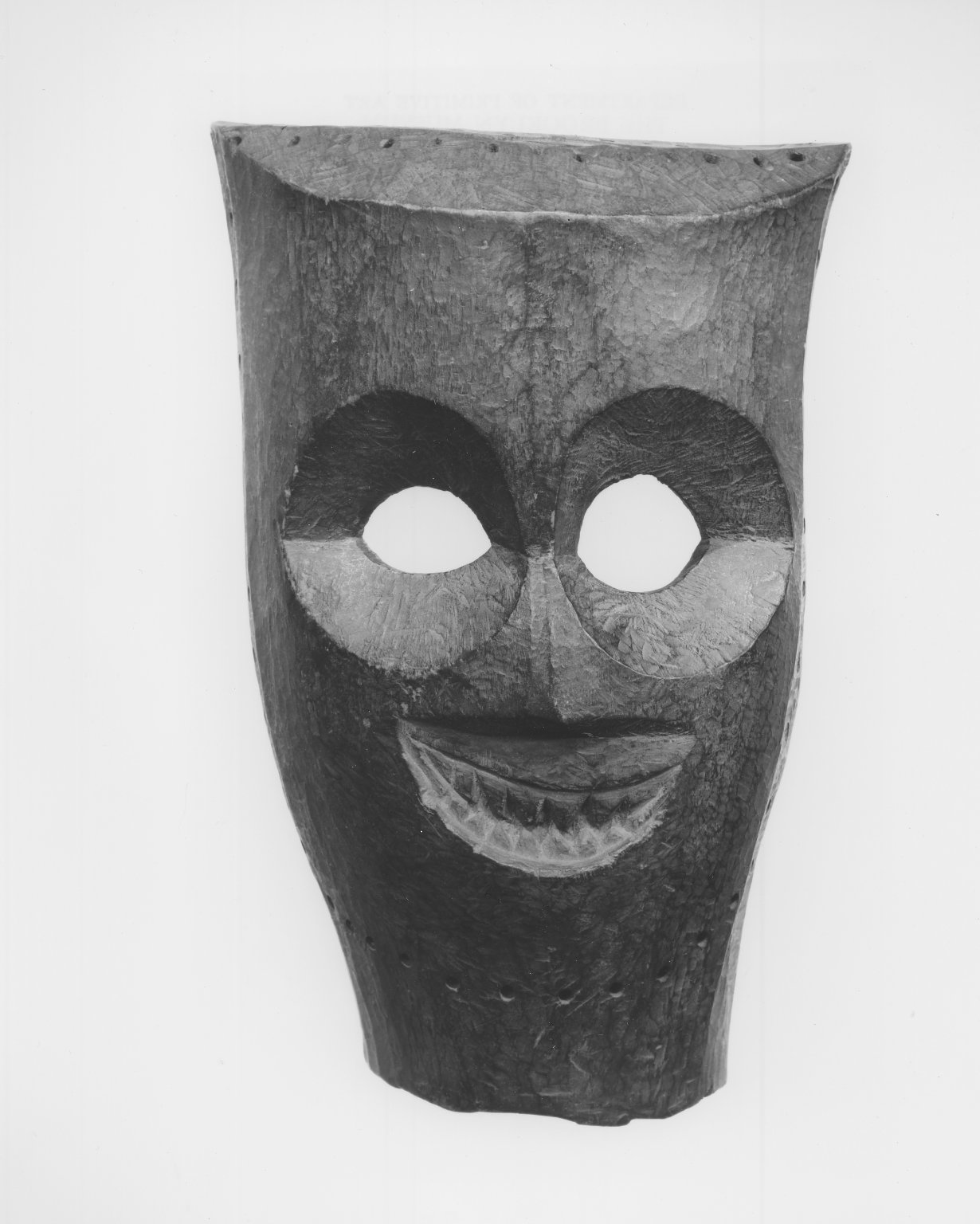
Masque.